# Antonio Subranni
Antonio Subranni (Termoli, 28 agosto 1932 – Roma, 22 marzo 2024) è stato un generale italiano, comandante del ROS dei Carabinieri dal 1990 al 1993.

## Biografia
Ufficiale dei Carabinieri, fu inviato in servizio a Palermo.
Nominato maggiore nel 1978, divenne comandante del Reparto operativo del comando provinciale dell'Arma di Palermo. Per questo in quello stesso anno indagò sulla morte di Peppino Impastato, che indirizzò verso l'ipotesi terroristica, invece che mafiosa. Da colonnello comandò poi il gruppo provinciale di Palermo.
Nominato generale di brigata, nel dicembre 1990 divenne il primo comandante del Raggruppamento operativo speciale (Ros) dell'Arma, appena costituito con i 27 nuclei anticrimine territoriali dei CC. Gli uomini del ROS, sotto il suo comando, catturarono Totò Riina guidati dal capitano Ultimo. Fu capo del ROS fino al 1º dicembre 1993, quando passò al Comitato esecutivo per i servizi di informazione e sicurezza (CESIS).
Nel 1994 fu nominato generale di divisione e posto al comando della divisione Palidoro dei CC.
Andò in congedo nel 1996 con il grado di generale di corpo d'armata.
Sua figlia Danila fu capo dell'ufficio stampa e portavoce dell'ex ministro Angelino Alfano dal 2008 al 2018 per poi diventare capo della comunicazione di Forza Italia alla Camera.

### Questioni giudiziarie
Fu indagato dalla Direzione distrettuale antimafia di Palermo, per favoreggiamento della latitanza del boss Bernardo Provenzano, per la quale furono processati innanzi al Tribunale di Palermo il generale Mario Mori e il colonnello Mauro Obinu, in seguito entrambi assolti, mentre la DDA di Caltanissetta propose la richiesta di archiviazione per l'accusa di essere "punciutu". Antonio Subranni fu inoltre indagato per depistaggi durante le indagini sull'assassinio di Peppino Impastato.
In merito alle accuse di depistaggio, il GIP nel 2018 riconobbe il depistaggio operato dal generale Subranni, dichiarando però prescritto il reato di favoreggiamento.
Agnese Borsellino, moglie del giudice Paolo Borsellino, rivelò che il marito poco prima di essere ucciso le disse: "Oggi ho visto la mafia in diretta e mi hanno detto che il generale Subranni si è punciutu" (affiliato alla mafia), ma il generale si dichiarò estraneo alle accuse e il gip di Caltanissetta nel maggio 2012 archiviò il procedimento.

#### Il processo "trattativa Stato-mafia"
Fu ritenuto il più alto punto di riferimento istituzionale negli anni 1992-93 nella trattativa Stato-mafia instaurata con Cosa Nostra da due suoi ufficiali, l'allora colonnello Mario Mori e l'allora capitano Giuseppe De Donno.
Il 24 luglio 2012 la Procura di Palermo, sotto Antonio Ingroia e in riferimento all'indagine sulla trattativa Stato-mafia, chiese il rinvio a giudizio di Subranni e altri 11 indagati accusati di "concorso esterno in associazione mafiosa" e "violenza o minaccia a corpo politico dello Stato". Gli altri imputati furono i politici Calogero Mannino, Marcello Dell'Utri, gli ufficiali Mario Mori e Giuseppe De Donno, i boss Giovanni Brusca, Totò Riina, Leoluca Bagarella, Antonino Cinà e Bernardo Provenzano, il collaboratore di giustizia Massimo Ciancimino (anche "calunnia") e l'ex ministro Nicola Mancino ("falsa testimonianza"). Subranni nel marzo 2013 venne rinviato a giudizio.
L'ex ministro Mannino, che scelse il rito abbreviato, fu assolto il 4 novembre 2015.
Il 20 aprile 2018 Antonio Subranni fu condannato in primo grado dalla Corte di Assise di Palermo, nella sentenza del processo sulla trattativa Stato-mafia, a 12 anni di reclusione per "violenza o minaccia a corpo politico dello Stato", nonché al pagamento, in solido con gli altri condannati, del risarcimento di un milione di euro nei confronti della Presidenza del Consiglio dei Ministri, costituitasi parte civile.
Nell'aprile 2019 iniziò, sempre a Palermo, il processo d'appello. Il 23 settembre 2021 la Corte d'assise d'appello di Palermo lo assolse insieme agli altri ex ufficiali del Ros, perché il fatto non costituisce reato. Nel 2023 la sentenza di assoluzione divenne definitiva.